# Venta Belgarum
Venta Belgarum, o Venta Bulgarum, fue una ciudad de la provincia romana de Britania Superior, capital de la civitas de la tribu local, los belgae, y que más tarde se convirtió en la ciudad de Winchester.

## Etimología
El nombre es de origen protocelta: Venta procede de *Uentā, palabra del britón común que significa "mercado". Los escritores romanos registraron la ciudad como Venta Belgarum (La Venta de los belgae) para distinguirla de los otros mercados tribales de Britania, como Venta Silurum y Venta Icenorum.

## Desarrollo

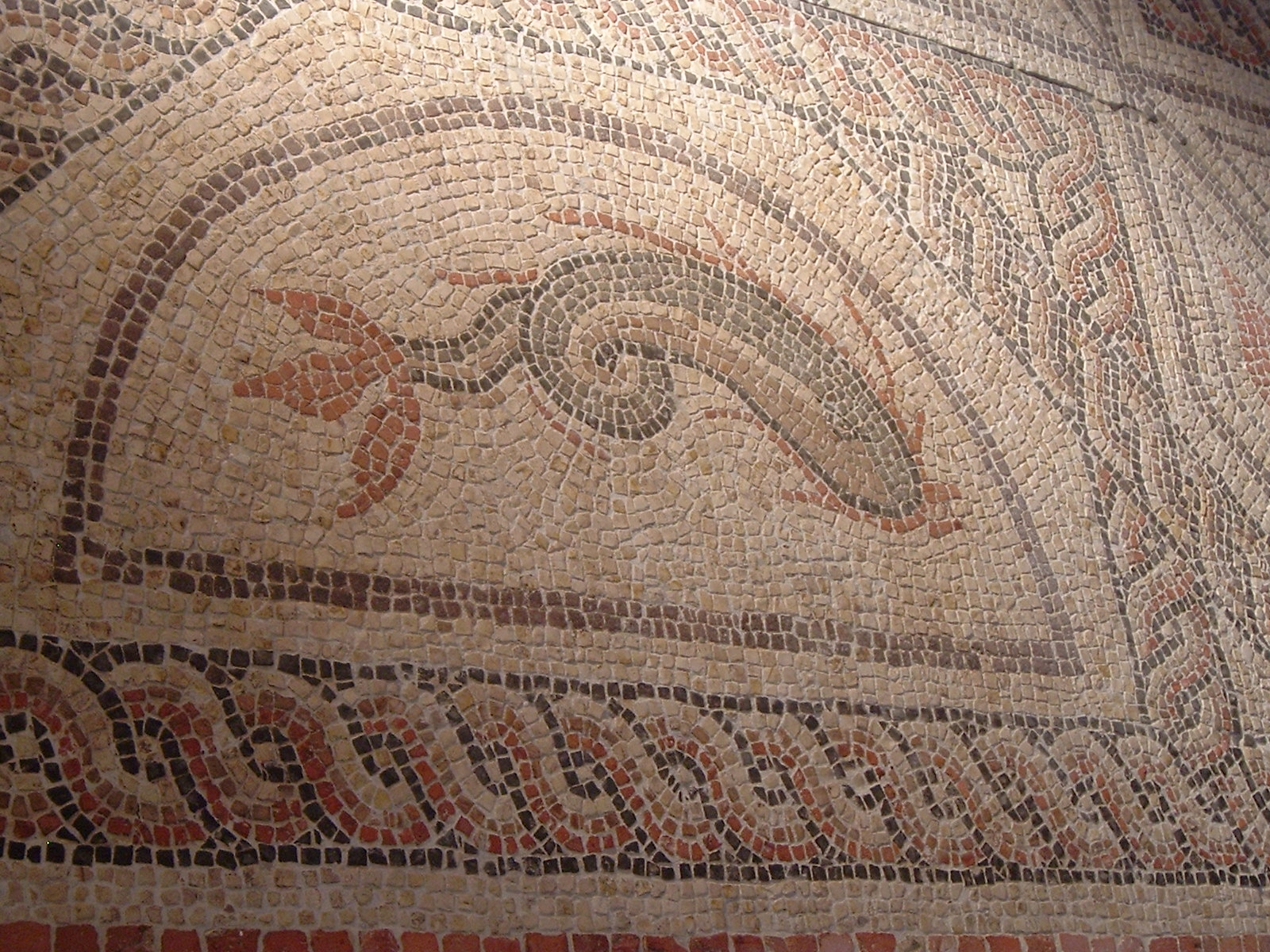
Mosaico romano con un delfín, encontrado localmente, ahora en el museo de Winchester.

Aparentemente, el asentamiento se estableció alrededor del año 70, parcialmente en el sitio de Oram's Arbour, que había sido abandonado durante algunos años.
Se convirtió en la capital de la tribu de los belgas (belgae), que probablemente habían tenido varios castros de la Edad del Hierro en las inmediaciones del sitio (St Catherine's Hill, Oram's Arbor y Worthy Down), una vez que los romanos pacificaron el área, como era su política de reubicación de otras tribus británicas.
El río Itchen fue desviado y se trazó un entramado de calles. Aunque en los primeros años de la provincia romana tuvo una importancia secundaria respecto a Silchester o Chichester, Venta Belgarum eclipsó a ambas en la segunda mitad del siglo II.
En el siglo II se excavó un banco defensivo y un foso alrededor de la ciudad. A principios del siglo III, Winchester fue reforzado con muros protectores de piedra. En esa época, la ciudad ocupaba una superficie de 58 hectáreas, lo que la convertía en una de las ciudades más grandes de la Britania romana. La ciudad contaba con numerosas casas romanas o domus, así como edificios públicos y templos.
Sin embargo, como muchas otras ciudades romanas, Winchester empezó a declinar a finales del siglo IV.

## Religión
Al parecer, el foro incluía un templo dedicado a Júpiter, Juno y Minerva, así como una columna de Júpiter. En otro lugar, había un templo de estilo romano-británico dedicado a la diosa celta de los caballos, Epona. Había un gran cementerio romano-británico al norte de la ciudad, en Lankhills, y otro al este. El arqueólogo británico Julian Richards llevó a cabo excavaciones en el cementerio en 1998, y de nuevo en 2013, como parte de la serie de televisión de la BBC Meet the Ancestors.

## Decadencia

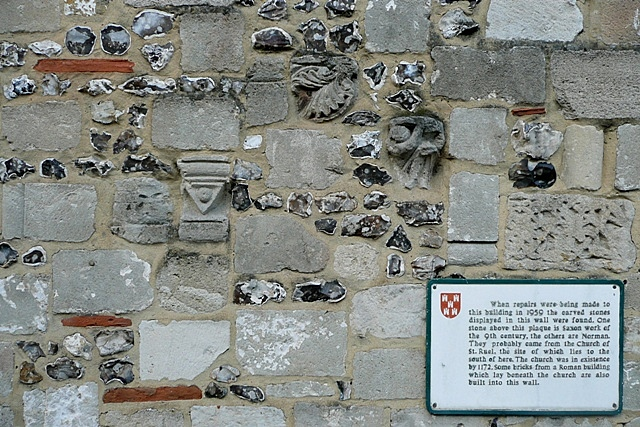
Se pueden ver ladrillos romanos rojos mezclados con material medieval en este muro de St. George's Street.

Desde mediados del siglo IV, el desarrollo de Venta Belgarum se detuvo. Las casas se deterioraron y el sistema pluvial se colapsó. La población se concentró en las zonas más altas y secas de la ciudad. No obstante, se reforzaron las defensas y los cementerios siguieron en uso, sobre todo con enterramientos de varones que llevaban los llamados cinturones de mercenarios de estilo militar. El historiador David Nash Ford identifica la comunidad como el Cair Guinntguic ("Venta Fuerte") que Nennio menciona entre las 28 ciudades de Britania en su Historia de los Britanos (Historia Brittonum).
Tras la retirada romana de Britania en 410, la vida urbana parece que hubiese cesado alrededor de 450, aunque un pequeño centro administrativo podría haber continuado después en el sitio del posterior palacio anglosajón. En medio de la colonización anglosajona de Britania, los cementerios de los siglos VI y VII sugieren una reactivación de los asentamientos y Wintanceastre se convirtió en la corte habitual de los reyes de Wessex y, posteriormente, de otros reyes sajones, daneses y normandos de Inglaterra.